# LaTasha Colander
LaTasha Colander née le 23 août 1976 à Portsmouth, Virginie, est une athlète américaine, pratiquant le sprint.

## Palmarès

### Championnats du monde d'athlétisme
- 2005 à Helsinki ( Finlande)
  - 5e de la finale du 200 m

### Jeux olympiques d'été
- Jeux olympiques d'été de 2000 à Sydney ( Australie)
  -  Médaille d'or en relais 4 × 400 m. Disqualifiée en 2008 à la suite du dopage de Marion Jones mais réintégrée en 2010 après décision du Tribunal arbitral du sport[1],[2]